# Les Passionnées
Pour les articles homonymes, voir Appassionata.
Pour plus de détails, voir Fiche technique et Distribution.
Les Passionnées (Appassionata) est un drame érotique italien de Gianluigi Calderone sorti en 1974.

## Synopsis
Rome. Le dentiste Emilio est marié à une femme dérangée, Elisa, qui passe ses journées au piano à interpréter l'Appassionata de Beethoven. Le couple a une fille adolescente, Eugenia, amie inséparable de Nicola, une jeune fille décomplexée. Bientôt, Emilio se retrouve entraîné dans un cercle vicieux, avec sa femme admise dans une clinique psychiatrique et sa fille qui tente de le séduire. La solitude et la dépression l'attendent alors. 

## Fiche technique
- Titre original italien : Appassionata[1]
- Titre français : Les Passionnées[2]
- Réalisateur : Gianluigi Calderone
- Scénario : Gianluigi Calderone, Sandro Parenzo (it), Mimmo Rafele (it)
- Photographie : Armando Nannuzzi
- Montage : Nino Baragli
- Musique : Piero Piccioni
- Décors : Luciano Spadoni (it)
- Costumes : Wayne A. Finkelman (it)
- Maquillage : Mario Di Salvio
- Production : Tonino Cervi
- Sociétés de production : Produzioni Atlas Consorziate
- Pays de production :  Italie
- Langue originale : italien
- Format : Couleur par Technicolor - 1,85:1 - Son mono - 35 mm
- Durée : 90 minutes
- Genre : Drame érotique
- Dates de sortie :
  - Italie : 18 avril 1974
  - France : 21 juin 1974[2]

## Distribution
- Gabriele Ferzetti : Emilio Rutelli
- Ornella Muti : Eugenia Rutelli
- Eleonora Giorgi : Nicola

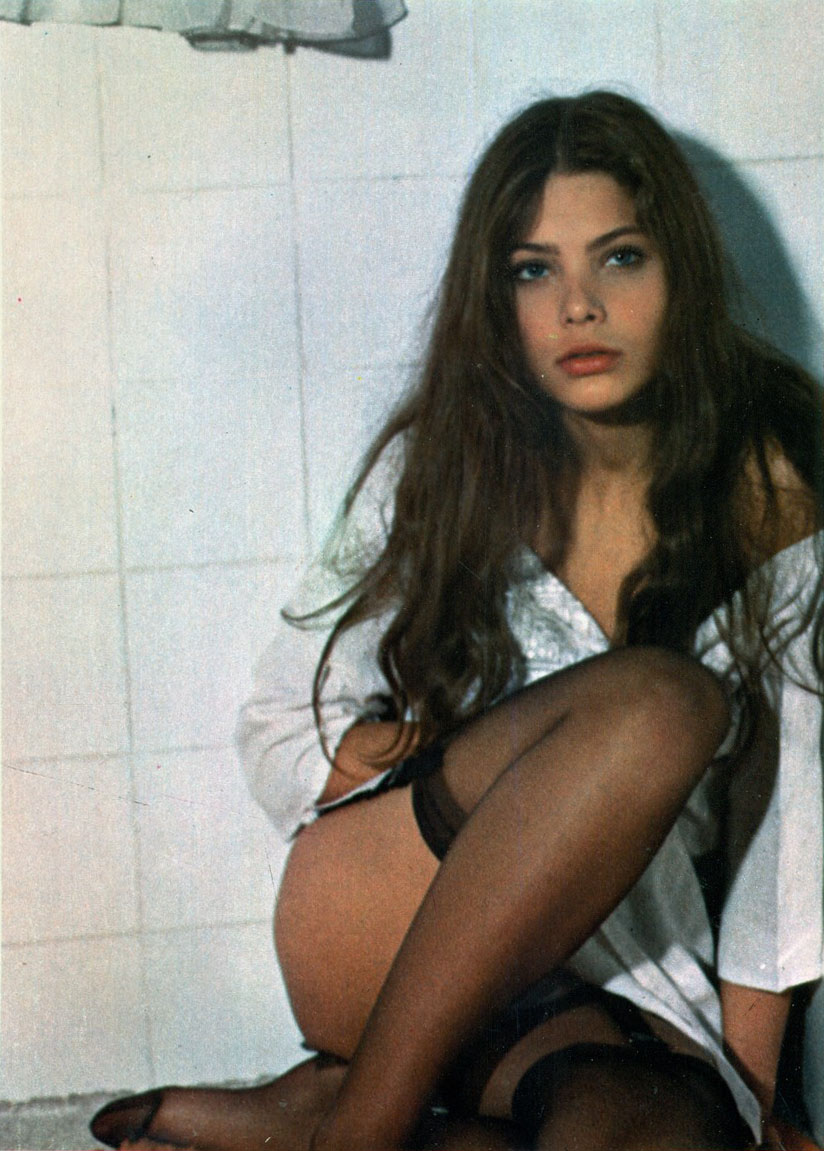
Ornella Muti dans une scène du film.

- Ninetto Davoli : Ciccio, garçon boucher
- Valentina Cortese : Elisa Rutelli
- Jeanine Martinovic :
- Renata Zamengo : assistante
- Carla Mancini : patiente
- Luigi Antonio Guerra :